# Фесенко, Татьяна Павловна
Татьяна Павловна Фесенко (девичья фамилия — Святенко, англ. Tatiana Fessenko, 7 ноября 1915, Киев — 12 июля 1995, Вашингтон) — русская писательница, поэтесса и библиограф.

## Биография
В 1936 году окончила Киевский университет, в 1941 — аспирантуру на факультете иностранных языков Киевского университета. Работала над составлением англо-украинского словаря в Институте языкознания.
1 сентября 1941 года вышла замуж за Андрея Владимировича Фесенко. С 1941 — в немецкой оккупации. В 1943 в результате поголовного выселения немцами киевского населения с мужем вывезена в Верхнюю Силезию (Германия) в лагерь для остарбайтеров. После 1945 супруги Фесенко жили в лагере для «перемещённых лиц» в американской оккупационной зоне в Западной Германии, где издали учебник английского языка «First Steps» для «перемещённых лиц» украинского происхождения.
С 1947 — в США. В 1951—1963 работала над составлением каталогов в Библиотеке Конгресса США в Вашингтоне. Составила описание редких русских книг XVIII века в библиотеке конгресса «Eighteens Century Russian Publications in the Library of Congress» (1961).
В соавторстве с мужем написала несколько книг, в том числе труд «Русский язык при советах» (Нью-Йорк, 1955). Автор сборников стихов и автобиографических произведений. Стихи Фесенко вошли в антологии: «Перекрёстки» (1977), «Встречи» (1983), «Берега» (1983) и «Вернуться в Россию стихами» (М., 1995). Сотрудничая с В. П. Камкиным, содействовала изданию книг Ирины Одоевцевой, стихов Корвин-Пиотровского, Николая Моршена, Ивана Елагина.

## Сочинения
- Eighteens Century Russian Publications in the Library of Congress. 1961.
- Повесть кривых лет. — Нью-Йорк, 1963;
- Глазами туриста. — Вашингтон, 1966;
- Пропуск в былое: Сборник стихов. — Буэнос-Айрес, 1975;
- Русские сокровища Библиотеки Конгресса // Отклики: Сборник памяти Н. И. Ульянова. — Нью-Хейвен, 1986;
- Двойное зрение: Сборник стихов. — Париж, 1987;
- Сорок лет дружбы с Иваном Елагиным. — Париж, 1991.